# Dimitri de Yougoslavie
Dimitri Karageorgevitch (Dimitrije Karađorđević en serbo-croate et Dimitri Karageorgevich en anglais), dit Dimitri de Yougoslavie, né le 18 juin 1958 à Boulogne-Billancourt (dans le département de la Seine, en France), est membre de la maison royale Karađorđević portant le titre de courtoisie de « prince de Yougoslavie » en tant que descendant d'Alexandre Karađorđević, prince souverain de Serbie. Il est le fondateur et directeur créatif de l'entreprise de joaillerie portant son nom, la Prince Dimitri Company. Il fut également vice-président senior de la maison de vente aux enchères Sotheby's. Il a été nommé à l'International Best Dressed List en 1994. 

## Famille
Le prince Dimitri et le prince Michel de Yougoslavie sont les premiers jumeaux nés du prince Alexandre de Yougoslavie et de sa première épouse, la princesse Maria-Pia de Savoie, fille aînée d'Humbert II d'Italie en 1958. Maria-Pia donne naissance à deux nouveaux jumeaux, le prince Serge et la princesse Hélène de Yougoslavie, en 1963.  ils ont un demi-frère cadet, le prince Dushan de Yougoslavie, issu du deuxième mariage de leur père avec la princesse Barbara de Liechtenstein.  
Le Prince Dimitri appartient à la branche cadette de la Maison royale de Yougoslavie, descendant du prince régent Paul de Yougoslavie. Il est le cousin au troisième degré du prince héritier Alexandre de Yougoslavie (dit prince Aleksandar Karađorđević de Serbie en 2003). 
Sa grand-mère maternelle était la princesse Marie-José de Belgique, fille d'Albert Ier, roi des Belges et de la reine Élisabeth des Belges (née duchesse en Bavière). Sa grand-mère paternelle était la princesse Olga de Grèce et de Danemark (sœur de la princesse Marina, duchesse de Kent). 
Le prince Dimitri appartient également à une lignée d'artistes ; son arrière-grand-père paternel, le prince Nicolas de Grèce et de Danemark, fils cadet de George Ier, roi des Hellènes, était peintre à l'huile. Son arrière-arrière-grand-père paternel était le grand-duc Vladimir Alexandrovitch de Russie, mécène de l'avant-garde, qui a participé à stimuler la création des Ballets russes. Son arrière-grand-mère, la grande-duchesse Hélène Vladimirovna de Russie, était aussi une passionnée de pierres précieuses et en particulier de diamants, dont elle conserva la collection héritée de sa mère, la grande-duchesse Maria Pavlovna de Russie.
Le prince Dimitri est le cousin germain d'Emmanuel-Philibert, prince de Venise et prétendant au trône d'Italie, et également le cousin germain de l'actrice Catherine Oxenberg. Par ses parents, le prince Dimitri est lié à toutes les familles royales d'Europe et figure dans l'ordre de succession au trône britannique.

## Biographie
Le prince Dimitri a été élevé à Versailles, fréquentant des internats en France et en Suisse. Il est diplômé de l'université de Paris avec un diplôme en droit des affaires. Il a ensuite déménagé à New York en 1983. 
Poursuivant à l'origine une carrière à Wall Street, il décide de se lancer dans le domaine de la bijouterie. On lui propose un poste dans le département des bijoux de Sotheby's, avant qu'il ne devienne en fin de carrière vice-président principal du département. Au cours de ses 15 années chez Sotheby's, il devient également évaluateur et étudie la gemmologie. Le prince Dimitri commence à concevoir des bijoux en 1999, avec une collection de boutons de manchette en pierres précieuses qui a été vendue à Bergdorf Goodman et Saks Fifth Avenue. Il conçoit également une ligne de bijoux pour femmes pour Barneys New York et Neiman Marcus. En 2002, il rejoint la maison de vente aux enchères Phillips de Pury & Luxembourg pour y diriger leur département joaillerie. En 2007, lui et son partenaire commercial Todd Morley fondent la Prince Dimitri Company, qui ouvre un salon à Manhattan. Ses bijoux ont également été vendus aux enchères par Christie's,,,.

## Titres et honneurs

### Titulature
- Depuis le 18 juin 1958 : Son Altesse Royale le prince Dimitri de Yougoslavie.

### Décorations
- Maison de Karađorđević : chevalier grand cordon de l'ordre royal de la Couronne[10].
- Maison de Savoie : chevalier grand cordon de l'ordre des Saints-Maurice-et-Lazare[11].

### Publication du prince
- (en) Prince Dimitri et Carolina Herrera, Once Upon a Diamond : A Family Tradition of Royal Jewels, Rizzoli International Publications, 2020 (ISBN 0847866912).

### Ouvrages à caractère généalogique
- Chantal de Badts de Cugnac et Guy Coutant de Saisseval, Le Petit Gotha, Paris, Éditions Le Petit Gotha, 2002, 989 p. (ISBN 2950797407).